# Rue Jacques-Kablé
La rue Jacques-Kablé est une voie du 18e arrondissement de Paris, en France.

## Situation et accès
La rue Jacques-Kablé est une voie publique située dans le 18e arrondissement de Paris. Elle débute au 33-43, rue du Département et se termine au 19, rue Pajol.

## Origine du nom
La rue tient son nom de Jacques Kablé (1830-1887), homme politique français et patriote alsacien.

## Historique
Cette voie est ouverte, sans nom, en 1887 par MM. Mallemann et Laubière, et classée dans la voirie publique de Paris par décret du 12 novembre 1887, avant de prendre sa dénomination par arrêté du 9 août 1888.